# Martín de Andosilla y Arlés
Martín de Andosilla y Arlés (Peralta, c.1452-Pamplona, 1521) fue un religioso agustino, canónigo, arcediano, teólogo y escritor navarro, autor entre otras obras del tratado De superstitionibus. Se le considera el iniciador de la literatura antisupersticiosa del siglo XVI.

## Contexto
En el siglo XVI, tanto las supersticiones como los milagros formaban parte de la cultura compartida de una sociedad barroca que creía en lo sobrenatural y en el poder y la intervención de Dios y del Diablo en los asuntos humanos. La realidad de aquellos siglos se volvió una combinación de nociones mágicas y supersticiosas con los valores religiosos y tradicionales que se reforzaban mutuamente.
La religiosidad popular (muy lejana de la canónica) y la superstición, estaban inmersas en un mundo en el que se desconocían los dogmas básicos de la Fe. Proliferó entonces una importante literatura antisupersticiosa, nacida en defensa del catolicismo, que tuvo sus mayores exponentes en Pedro Ciruelo (1529), Martín de Castañega (1529), Andrés de Olmos (1553) o Martín de Andosilla (1559) y sus respectivos tratados contra la hechicería y superstición.

## Biografía

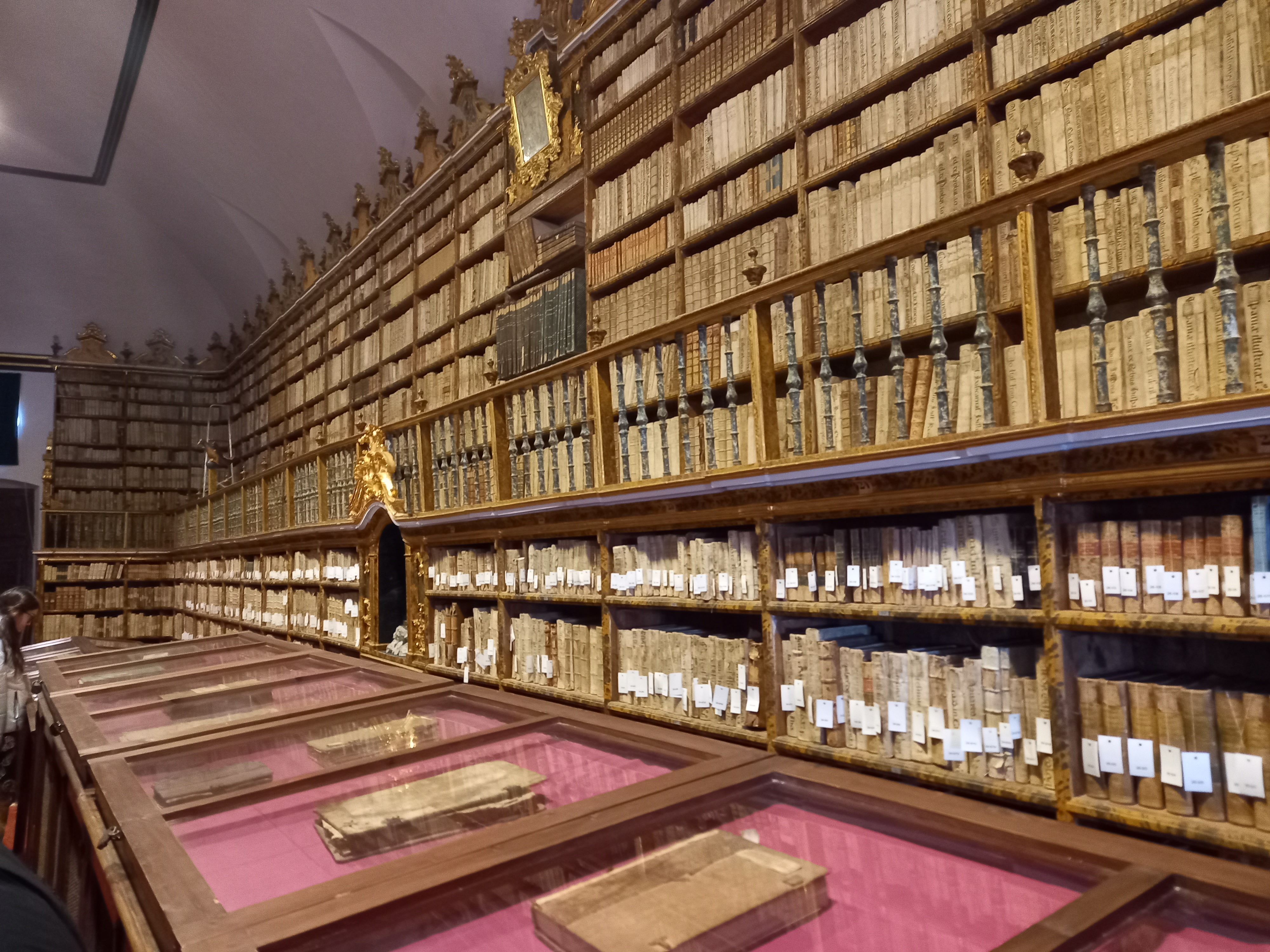
Archivo y biblioteca de la Catedral de Pamplona

Según indican algunos documentos de 1513 y 1517, en los que él mismo declaraba su edad, nació hacia 1452 en la villa de Peralta (Navarra), centro del poder de la influyente familia de los Pierres de Peralta. Sus padres se llamaban Diego de Arlés y Nicolasa de San Juan. No obstante, él siempre se hizo llamar Martín de Andosilla. Por ese nombre le conocieron sus contemporáneos, según consta en unos treinta documentos oficiales. Alguna rara vez completó su denominación añadiendo el apellido de su padre y firmó como Martín de Andosilla y Arlés o Martin de Arlés y Andosilla.
En el archivo de la Catedral de Pamplona se custodian escritos en los que se detalla la actividad de Andosilla. En 1477, con 25 años, tomó el hábito de canónigo en la Catedral de Pamplona. En 1478 profesó en la orden de San Agustín y poco después fue ordenado subdiácono. En 1480 el que en ese momento era obispo de Pamplona, Alfonso Carrillo, le nombró arcediano de Valdeaibar, puesto en el que ejercería hasta su muerte. El arcedianato comprendía un total de 136 villas, de los valles de Izagandoa, Unciti, Ibargoiti, Lónguida, Lizoain-Arrasgoiti y Arce,  entre las que sobresalían Sangüesa, Aoiz, Sada y Aibar. Una vez organizado el arcedianato, se trasladó a París. El año 1487 estaba estudiando Teología en la Universidad de la capital francesa, en el colegio de la Sorbona. Allí alcanzaría el grado de doctor.
Partidario del bando nobiliario de los Agramont, los llamados agramonteses, se mostró a favor de la independencia del Reino de Navarra frente a Castilla durante la Guerra civil de Navarra.
Andosilla murió el 25 de abril de 1521 y fue enterrado en el claustro de la catedral de Pamplona bajo una losa en la que se podía leer en latín: Aquí yace el reverendo Martín de Andosilla y Arlés. Doctor en sagrada teología, canónigo y arcediano de Val de Aibar en la iglesia pamplonesa, que acabó sus días el 25 de Abril de 1521.

## De superstitionibus
La producción editorial escolástica del siglo XVI estaba en general dirigida a censurar, prohibir y castigar las prácticas mágicas y supersticiosas atribuidas al vulgo, siguiendo así las directivas que el sínodo diocesano de Pamplona había establecido en 1456. Existe una evidencia del aumento de la preocupación en el seno eclesiástico por la persistencia y expansión de estas prácticas en Navarra. En este marco se asienta la obra más reconocida de Andosilla y otras muchas publicadas en aquellos años.

Persecución de las brujas. Grabado alemán.

El tratado De superstitionibus, escrito en latín y destinado a los hombres de letras, es una importante fuente etnográfica que permite conocer las costumbres y supersticiones de aquella época y una obra teológica de valor. Se hicieron cinco ediciones durante el siglo XVI: Lyon, 1510; París, 1517; Roma, 1559; Frankfurt, 1581 y Venecia, 1584.
Para distintas partes de su obra, Andosilla se basó en autores antiguos y medievales como Graciano, San Agustín, Santo Tomás de Aquino, Jean de Gerson y el dominico Johannes Nider, de cuyos escritos extrajo referencias y alusiones adaptándolas muy libremente.
El tratado trataba temas como las brujas y la brujería, las supersticiones, los engaños del diablo, la magia o ciertas costumbres como la de echar los santos al río para conseguir la lluvia. Asimismo, proponía conclusiones teológicas y recomendaciones. El autor se apoya en su propia experiencia como sacerdote. Su principal mérito es que, contra las corrientes dominantes tanto entre el pueblo como entre la gente más culta que incitaban a los jueces a condenar a muerte a las brujas, él se mantuvo en las ideas agustinianas de que la brujería era pura imaginación.
El tratado de Andosilla resultó sin embargo impotente a la hora de contener la ola de supersticiones en Navarra. En 1525 y 1527 se pretendió haber descubierto importantes focos de brujas en varios puntos de los valles de Salazar y Roncal, lo que derivó en una serie de procesos masivos de persecución de la brujería avalados por la Inquisición.